# Fania Sorel
Fania Sorel (Oostende, 3 december 1971) is een Vlaams actrice. Sinds 2000 is ze vast verbonden aan het Ro Theater.
Sorel studeerde in 1993 af aan de Studio Herman Teirlinck.  Dat jaar speelde ze twee stukken waaronder een monoloog voor Théatre Varia, waarbij ze voor beiden werd genomineerd voor de Festivalprijs van Les Scènes Blanches. Eveneens in haar afstudeerjaar speelde ze de hoofdrol in Electra in regie van Viktor Löw op het theaterfestival voor studenten in de Brakke Grond in Amsterdam.  Ze werd hiervoor genomineerd voor de Festivalprijs.
In het theater speelde Fania Sorel bij het NTGent (1995-1996), The Factory, De Verrukking, het Noord Nederlands Toneel en sinds 2000 het Ro Theater.
Bij Ro speelde ze onder andere rollen in de vier Proust producties in een regie van de hiervoor gelauwerde Guy Cassiers, Swchrwm in het gelijknamig stuk, ook in regie van Cassiers, Anna Petrovna in Platonov van Anton Tsjechov, Baal in het gelijknamig stuk, beiden in regie van Alize Zandwijk.
In 2007 was Sorel de laureate van de Colombina voor haar ondersteunende vrouwelijke rol als Rosa in Onschuld van Dea Loher, een productie van het Ro Theater in een regie van Alize Zandwijk. In 2010 werd ze genomineerd voor de Theo d'Or voor haar rol als Nawal Marwan in Branden van Wajdi Mouawad. Ook hier ging het om een Ro Theater productie in regie van Alize Zandwijk. Laureate Theo d'Or 2010 werd Maria Kraakman.

## Filmografie
- Moeder, waarom leven wij? (1993) als Annie
- Bex & Blanche (1993, gastrol)
- Ons geluk (1995-1996, hoofdrol) als Mie Muys-Zaterdag
- Wittekerke (1995-1996) als Elke
- Heterdaad (1996, gastrol) als Carla Stroobants
- Windkracht 10 (1997, gastrol) als jonge moeder
- F.C. De Kampioenen (1997, gastrol) als Christina (aankoopdienst leger)
- Diamant (1997) als Anouk
- Terug naar Oosterdonk (1997) als echtgenote Van Gorp
- Kaas (1999) als winkeljuffrouw van kaasboer Platen
- Boerenkrijg (1999, hoofdrol) als Sofie Peemans
- Recht op Recht (2001, gastrol) als Ilse Hermans
- De Grot (2001) als gids
- Sedes & Belli (2002, gastrol) als Chantal Van Itterbeeck
- Rupel (2004, gastrol) als Lut Broos
- Witse (2006, gastrol) als Lia Stroobandts
- Keyzer & De Boer Advocaten (2007, gastrol) als Dunya Petrovka Nicholaijeva
- Flikken (2008, gastrol) als Mieke Wreven
- Flikken Maastricht (2008, gastrol) als Marie Hinnen
- Aspe (2009, gastrol) als Helena Van Zand
- Verborgen Gebreken (2009, gastrol) als Irina Hüdig
- Witse (2011, gastrol) als Daniëlle Degryse
- Seinpost Den Haag (2011, gastrol) als Christa Vroom
- Juliet (2024) als Conny Lefever